# Sivakkarivier
Sivakkarivier (Zweeds – Fins: Sivakkajoki) is een rivier die stroomt in de Zweedse  gemeente Pajala. De rivier ontvangt haar water op deoostelijke hellingen van de Sivakkaberg. Ze stroomt naar het oosten, ontvangt water van de Kursulehonbeek en stroomt de Aarearivier in. Ze is 16,700 kilometer lang.
Afwatering: Sivakkarivier → Aarearivier → Kaunisrivier → Muonio → Torne → Botnische Golf